# 4662 Runk
A 4662 Runk (ideiglenes jelöléssel 1984 HL) a Naprendszer kisbolygóövében található aszteroida. Antonín Mrkos fedezte fel 1984. április 19-én.